# Осипенко, Ефим Ильич
Ефим Ильич Осипенко (7 января 1902, д. Ильсов, Черниговская губерния — 1981) — советский партизан, минёр, участник Великой Отечественной войны, обладатель медали «Партизану Отечественной войны» за № 000001.

## Биография
Родился 7 января 1902 года в деревне Ильсов Черниговской губернии.
Участник Гражданской и Великой Отечественной войн. До Великой Отечественной войны работал в уголовном розыске — был начальником Сухиничского отделения милиции. На войну был призван в городе Сухиничи Сухиничского района Смоленской области. Вёл подпольную работу в тылу врага в Тульской области, принял участие во многих операциях.
Был минёром, командиром группы подрывников, впоследствии стал командиром мобильной группы партизанского отряда «Передовой», действовавшего в Тульской области. В районе станции Мышбор после отказа взрывателя самодельной мины Осипенко взорвал заряд, ударив по детонатору шестом от железнодорожного знака. В результате был пущен под откос шедший к фронту эшелон (паровоз и три платформы с танками); сам партизан был тяжело ранен и потерял зрение.
Войну окончил начальником штаба партизанского отряда. После войны жил с женой и двумя сыновьями в городе Сухиничи. Занимался домашним хозяйством, вёл патриотическую работу, проводил встречи со школьниками и студентами. На протяжении десяти лет его выбирали депутатом городского совета, он был председателем торговой комиссии.
Умер в 1981 году.

## Награды
- Награждён орденами Ленина и Красного Знамени[1].
- Награждён медалями «Партизану Отечественной войны» 1-й (за № 000001) и 2-й степеней, а также другими медалями СССР.
- Почетный гражданин Суворовского района Тульской области с 1966 года[7].

## Память
- В настоящее время в Центральном музее МВД России экспонируется удостоверение Осипенко к медали «Партизану Отечественной войны I степени» за № 000001[2].
- Именем партизана названа одна из улиц города Сухиничи[источник не указан 581 день].